# Józef z Tenczyna Ossoliński
Józef z Tenczyna Ossoliński herbu Topór (zm. przed 7 marca 1731 roku) – kasztelan czechowski w 1730 roku, stolnik sandomierski w latach 1720–1730, podstoli sandomierski w latach 1712–1720.
Był konsyliarzem województwa sandomierskiego w tarnogrodzkiej 1715 roku. Poseł na Sejm zwyczajny 1719/1720 (z limity) roku z województwa sandomierskiego. 